# 윤승한
윤승한(尹昇漢, 1909년 ~ 1950년)은 일제강점기의 소설가이다.
대한제국 말기의 개화파 계몽운동가였던 윤효정의 아들로, 경기도 양주군 출신이다. 윤효정은 한일 병합 조약 체결 후 자녀들을 정규 학교에 보내지 않고 가정에서 한학을 가르쳤고, 윤승한도 정규 교육은 전혀 받지 않았다.
일제 강점기 동안 주로 동아일보와 조선일보 등 신문에 조선 시대를 배경으로 한 역사소설을 연재하였다. 이 작품들은 연재가 끝난 뒤 단행본으로 출간되었다. 양주 은현면 상패리 소재의 은현초등학교 상패분교장을 지내면서 직접 역사 과목의 책을 만들어 어린이들을 가르치기도 했다.
작품으로 《장희빈》(1952, 일성당), 《김유신》(1941, 야담사), 《대원군》(1954, 삼중당), 《만향》(1957, 보성서관), 《월광부》(1949, 삼중당), 《조양홍》, 《석양홍》 등이 있다.
한국 전쟁 중이던 1950년에 피살되었다.

## 참고 문헌
- 윤승한 (2002년 12월 7일). 〈아버지 윤승한을 회고함 - 비극의 소용돌이에서 잊혀진 희생양 (윤준경)〉. 《장희빈》. 서울: 열매출판사. 4-9쪽. ISBN 8990197716.